# ジョン・キャンベル (財務官)
ジョン・キャンベル（John Campbell, 1789年 – 1866年）は、アメリカ合衆国の官僚。アンドリュー・ジャクソン大統領およびマーティン・ヴァン・ビューレン大統領の下で第5代アメリカ合衆国財務官（1829年–1839年）を務めた。アメリカの独立宣言後に出生した公民として初の財務官に就任したことで知られる。